# More Than Live
More Than Live è un film concerto della rock band svizzera Gotthard, pubblicato nel marzo del 2002 dalla BMG/Ariola. Raccoglie principalmente un'esibizione tenuta dal vivo durante il tour promozionale dell'album Homerun, insieme ad alcune immagini e filmati di repertorio che presentano uno ad uno i membri della band. Come contenuto extra è incluso il video musicale di Heaven.
Nell'ottobre del 2010, in seguito alla prematura morte del cantante Steve Lee, il DVD ha raggiunto l'ottavo posto della classifica svizzera.

## Tracce
1. Intro
2. Come Along (Steve Lee, Leo Leoni, Chris von Rohr)
3. All About Leo (tutto su Leo)
4. You (Lee, Mandy Meyer, von Rohr)
5. Let It Rain (Lee, Leoni, von Rohr)
6. All About Steve (tutto su Steve)
7. Movin' On (Lee, Leoni, von Rohr)
8. Mountain Mama (Lee, Leoni, von Rohr)
9. Take It Easy (Andy Taylor, Steve Jones)
10. All About Mandy (tutto su Mandy)
11. Blackberry Way (Roy Wood)
12. Hena's Drum Solo
13. All About Marc (tutto su Marc)
14. Homerun (Lee, Leoni, von Rohr)
15. One Life, One Soul (Lee, Leoni, von Rohr)
16. I'm On My Way (acustica) (Lee, Leoni, von Rohr)
17. Angel (acustica) (Lee, Leoni, Marc Lynn)
18. Out On My Own (Lee, Leoni, von Rohr, Vic Vergeat)
19. Hush (Joe South)
20. All About Hena (tutto su Hena)
21. Heaven (Lee, Leoni, von Rohr)
22. Eagle (Lee, Leoni, von Rohr)
23. Mighty Quinn (Bob Dylan)
24. Homerun (Reprise)
25. Band Farewell (saluto della band)

Contenuto extra
- Heaven – Video musicale

## Formazione
- Steve Lee – voce
- Leo Leoni – chitarre
- Mandy Meyer – chitarre
- Marc Lynn – basso
- Hena Habegger – batteria

### Altri musicisti
- Paolo Bolio – tastiere

### Produzione
- Gregor Skowronek – regia, produzione e mastering
- Chris von Rohr – produzione sonora
- Marc Lynn – montaggio sonoro
- Leo Leoni – missaggio

## Classifiche
| Classifica (2010) | Posizione massima |
| ----------------- | ----------------- |
| Svizzera          | 8                 |